# Ди Цјо (Пескара)
Ди Цјо (итал. Di Zio) је насеље у Италији у округу Пескара, региону Абруцо.
Према процени из 2011. у насељу је живело 45 становника. Насеље се налази на надморској висини од 19 м.